# Lodosa
Lodosa ist eine nordspanische Kleinstadt und eine Gemeinde (municipio) mit 4.931 Einwohnern (Stand: 2024) im Süden der Autonomen Gemeinschaft Navarra.

## Lage und Klima
Der Ort Lodosa liegt im Tal des Ebro gut 71 km (Fahrtstrecke) südwestlich von Pamplona bzw. ca. 35 km östlich von Logroño in einer Höhe von ca. 320 m. Das Klima ist gemäßigt bis warm; Regen (ca. 560 mm/Jahr) fällt überwiegend im Winterhalbjahr.

## Bevölkerungsentwicklung
| Jahr      | 1857  | 1900  | 1950  | 2000  | 2018  |
| Einwohner | 2.730 | 3.115 | 4.407 | 4.598 | 4.764 |

Trotz der Reblauskrise im Weinbau, der zunehmenden Mechanisierung der Landwirtschaft, der Aufgabe bäuerlicher Kleinbetriebe und der daraus resultierenden Arbeitslosigkeit auf dem Lande sind die Bevölkerungszahlen seit der zweiten Hälfte des 20. Jahrhunderts im Wesentlichen stabil geblieben.

## Wirtschaft
In früheren Jahrhunderten lebten viele Einwohner des Ortes weitgehend als Selbstversorger direkt oder indirekt (als Handwerker und Gewerbetreibende) von der in der Umgebung betriebenen Landwirtschaft. In römischer Zeit verband eine Handelsstraße die Städte des Ebro-Tals mit der kantabrischen Küste und der Iberischen Meseta. Der seit den Zeiten der Römer betriebene Weinbau gewann vor allem im 19. Jahrhundert an Bedeutung, als sich französische Winzer im Ort niederließen, um dort Wein nach französischem Vorbild zu produzieren. Bekannter als der Wein sind jedoch die roten Paprikaschoten (Pimientos de Piquillo) der Gegend.

## Geschichte

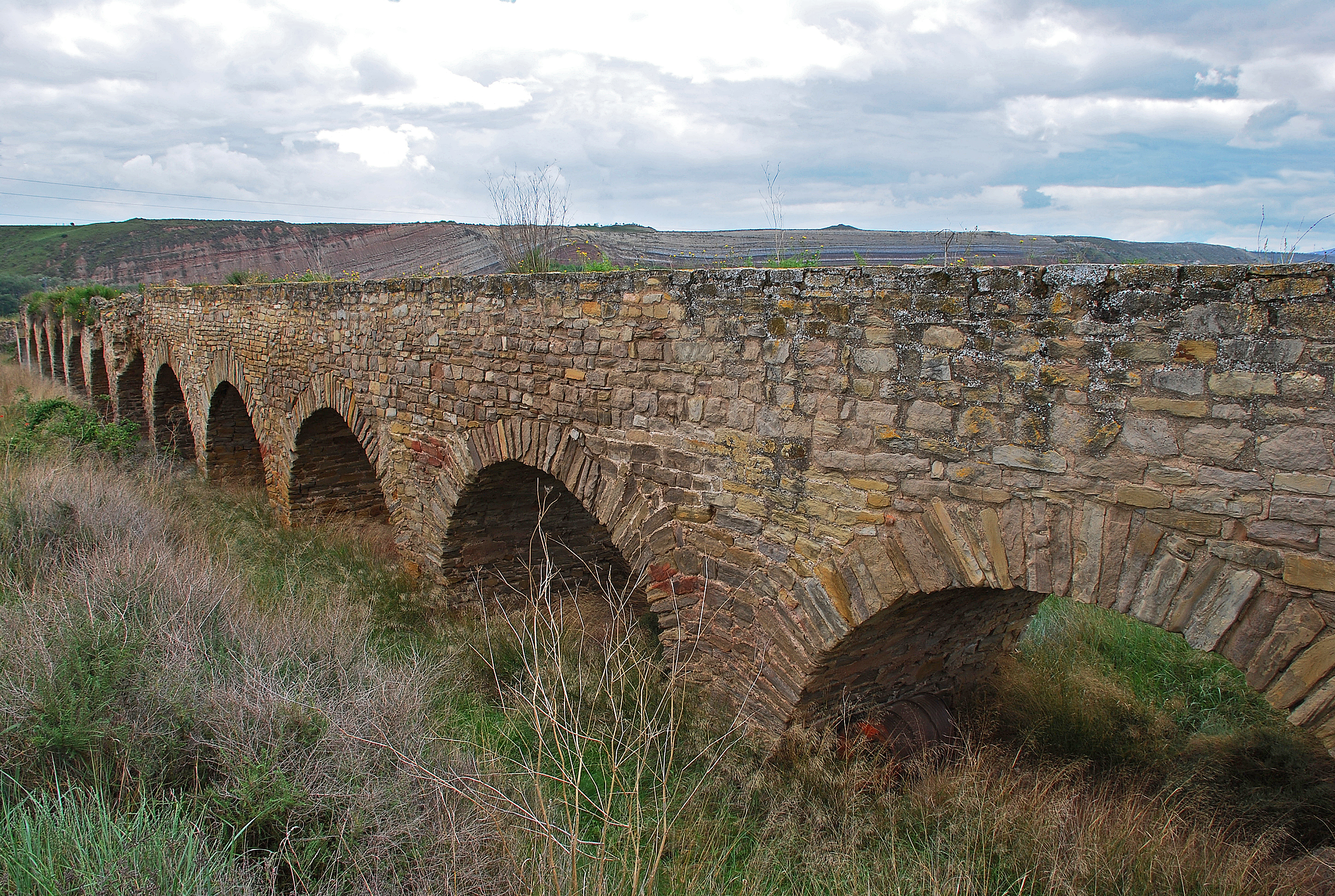
Lodosa – Aquädukt

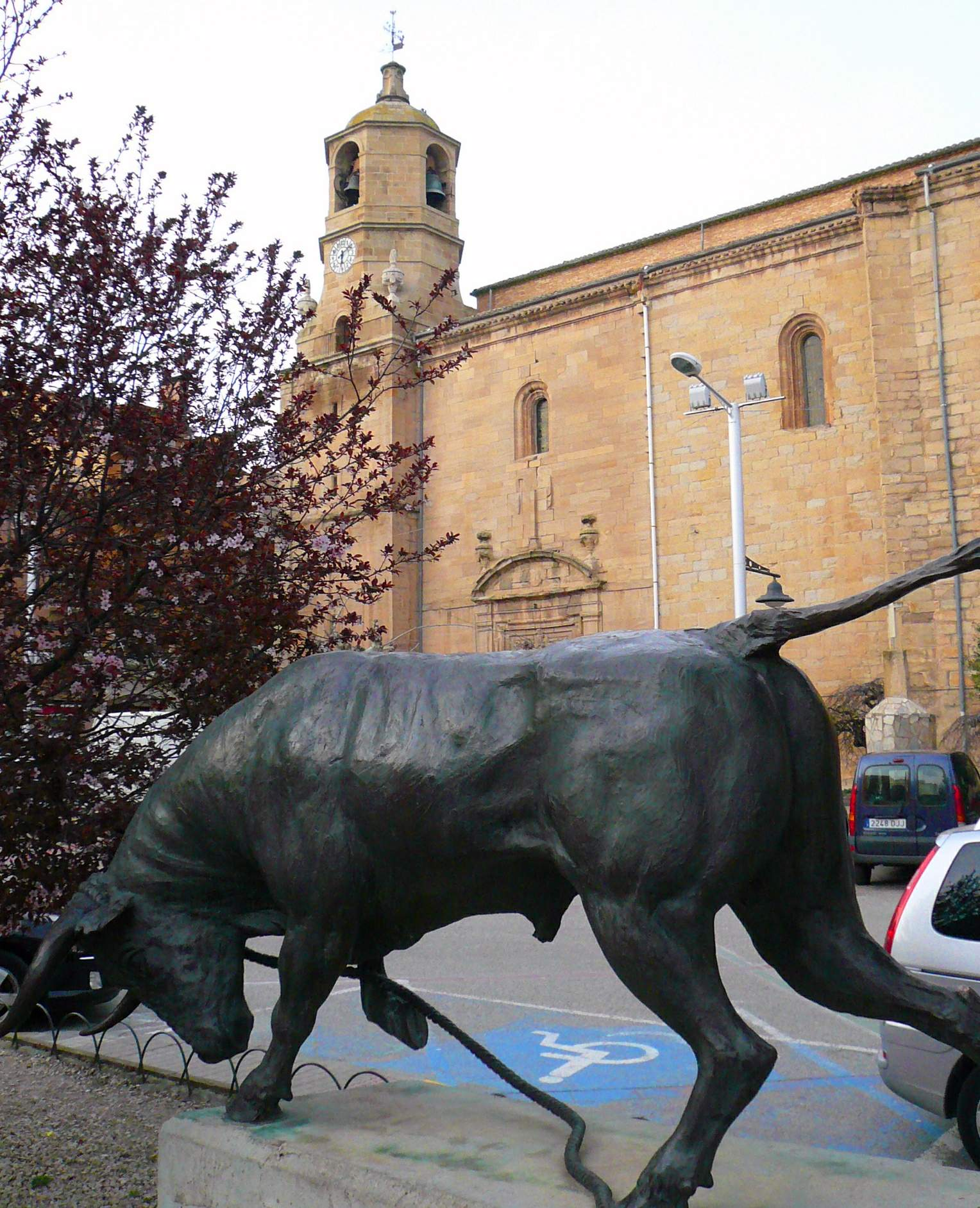
Lodosa – Stierdenkmal und Kirche

Prähistorische Kleinfunde wurden auf dem Gemeindegebiet entdeckt. Teile eines römischen Aquädukts (Acueducto de Alcanadre) zur Versorgung der Stadt Calagurris (Calahorra) aus der Zeit um 100 n. Chr. stehen auf dem Gemeindegebiet. Westgotische und selbst maurische Spuren fehlen. Zu Beginn des 9. Jahrhunderts kurzzeitig von den Franken erobert, stand die Gegend unter dem Einfluss der muslimischen Banu Qasi. Das Jahr 824 gilt als Gründungsjahr des Königreichs Pamplona; die Entstehung des Königreichs Navarra dauerte noch ca. 100 Jahre länger. Dieses erlebte unter Sancho III. (reg. 1004–1035) den Höhepunkt der Machtentfaltung. In seinem Testament teilte er das Reich unter seinen drei Söhnen auf, was in der Folgezeit zu ständigen und langandauernden Konflikten mit den Königreichen Kastilien und Aragón führte, von denen auch Lodosa als quasi Grenzstadt nicht unberührt blieb. Im Jahr 1366 marschierte der kastilische König Heinrich II. in die Gegend ein und ließ sich in Calahorra zum König ausrufen; zwei Jahre später belagerte ein kastilisches Heer die Stadt Lodosa. Durch die Eheschließung zwischen Isabella von Kastilien und Ferdinand II. von Aragón (1469) geriet das Königreich Navarra zwischen zwei Fronten – eine Situation, die erst mit der Eroberung des südlichen Teils Navarras durch die Truppen Ferdinands II. im Jahr 1512 geklärt wurde.

## Sehenswürdigkeiten
Die Kleinstadt verfügt nur über wenige kulturelle oder historische Sehenswürdigkeiten:
- Zu nennen sind einige Stadtpaläste (palacios) aus dem 18./19. Jahrhundert, darunter auch das Rathaus.
- Die dreischiffige Iglesia de San Miguel entstammt dem 16./17. Jahrhundert; in ihr vermischen sich Stilformen der Spätgotik (Sterngewölbe) mit denen der Renaissance (Portal, Wandaufriss). Unter mehreren Barockaltären (retablos) ragt der im Jahr 1761 fertiggestellte Hauptaltar heraus.[5]
- Gleich neben der Kirche steht ein bronzenes Denkmal eines sich losreißenden Stiers.

Umgebung
- Am Ebro-Ufer erhebt sich der Kubus des Torre de Rada, ein Wach- und Wehrturm aus dem 13./14. Jahrhundert.[6]
- Ca. 2 km südwestlich der Stadt befinden sich die architektonischen Überreste eines römischen Aquädukts.[7]